# Helymaeus notaticollis
Helymaeus notaticollis är en skalbaggsart som först beskrevs av Benoit-Philibert Perroud 1855.  Helymaeus notaticollis ingår i släktet Helymaeus och familjen långhorningar.
Artens utbredningsområde är:
- Botswana.
- Malawi.
- Moçambique.
- Zimbabwe.

Inga underarter finns listade i Catalogue of Life.